# Madukkarai
Madukkarai (en tamil: மதுக்கரை ) es una localidad de la India en el distrito de Coimbatore, estado de Tamil Nadu.

## Geografía
Se encuentra a una altitud de 368 m s. n. m. a 467 km de la capital estatal, Chennai, en la zona horaria UTC +5:30.

## Demografía
Según estimación 2010 contaba con una población de 35 746 habitantes.